# Atoposmia segregata
Atoposmia segregata är en biart som först beskrevs av Michener 1954.  Atoposmia segregata ingår i släktet Atoposmia och familjen buksamlarbin. Inga underarter finns listade i Catalogue of Life.